# توماش كوالسكي
توماش كوالسكي (بالبولندية: Tomasz Kowalski)‏ (14 سبتمبر 1992 ببولندا - ) هو لاعب كرة قدم بولندي في مركز الوسط. لعب مع ويدزي لودز وياغيلونيا بياويستوك وTur Turek ‏ وUKS SMS Łódź ‏.

## وصلات خارجية
- توماش كوالسكي على موقع قاعدة بيانات كرة القدم.إي يو (الإنجليزية)
- توماش كوالسكي على موقع Soccerway.com (الإنجليزية)
- توماش كوالسكي على موقع عالم كرة القدم.نت (الإنجليزية)